# 十八塘乡
十八塘乡，是中国江西省赣州市南康市下辖的一个乡镇级行政单位。

## 行政区划
十八塘乡共辖以下地区：
十八塘村、群丰村、马头村、合江村、坳下村、薯坑村、欧田村、长滩村、下埠村、内潮村、楼下村、乌溪村、樟坊村、冬水田村。